# Kateřina Valachová
Kateřina Valachová, rozená Papoušková (* 15. září 1976 Brno) je česká právnička a politička, od června 2015 do června 2017 ministryně školství, mládeže a tělovýchovy ČR v Sobotkově vládě. V letech 2014 až 2015 byla náměstkyní ministra pro lidská práva, rovné příležitosti a legislativu ČR, v letech 2017 až 2021 byla poslankyní Poslanecké sněmovny PČR, bývalá členka České strany sociálně demokratické.

## Život
Vystudovala právo na Právnické fakultě Masarykovy univerzity (promovala v roce 2001 a získala titul Mgr.). Na téže fakultě získala i doktorát v oboru správní právo, titul Ph.D. jí byl udělen v roce 2007. V letech 2006 až 2014 na Právnické fakultě MU externě vyučovala, konkrétně na Katedře správní vědy a správního práva. Specializovala se na teorii práva a na ústavní a správní právo.
Pracovní kariéru začínala v letech 2001 až 2002 jako právnička na Magistrátu města Brna. Později přešla do Kanceláře Veřejného ochránce práv, kde byla v letech 2003 až 2004 vedoucí analytického oddělení a v letech 2004 až 2012 vedoucí právního odboru za ombudsmanů Otakara Motejla a Pavla Varvařovského. Mezi roky 2013 a 2014 působila jako ředitelka legislativního odboru Kanceláře Senátu PČR.
Deset let (2004–2014) se angažovala jako členka Výboru Rady vlády pro lidská práva. Mluví anglicky a německy. Je vdaná, má dvě dcery Kateřinu a Petru.
Po kariéře v politice pracuje jako ředitelka legislativní sekce a brněnské pobočky v neziskové organizace na pomoc lidem s autismem Za sklem o.s., kterou vede Marta Pečeňová.

## Politické působení
V únoru 2014 se stala náměstkyní ministra pro lidská práva, rovné příležitosti a legislativu ČR Jiřího Dienstbiera, od 1. března 2014 pak byla jmenována místopředsedkyní Legislativní rady vlády ČR. Jako náměstkyně se podílela na přípravě zákona o státní službě, byla i členkou komise pro výběr náměstka pro státní službu.
Po odvolání Marcela Chládka ji jako bezpartijní dne 5. června 2015 navrhl premiér Bohuslav Sobotka na post ministryně školství, mládeže a tělovýchovy ČR. Dne 11. června 2015 ji na Pražském hradě přijal prezident Miloš Zeman a do funkce ji jmenoval vzápětí 17. června 2015. V září 2015 pak vstoupila do České strany sociálně demokratické.
V čele ministerstva prosadila inkluzi. Dne 9. května 2017 oznámila, že podá ke konci měsíce demisi na post ministryně školství, mládeže a tělovýchovy ČR. Reagovala tak na vyšetřování její bývalé náměstkyně Simony Kratochvílové kvůli dotační kauze okolo Fotbalové asociace ČR. Dne 31. května 2017 však Senát PČR vrátil do Sněmovny PČR k projednání kariérní řád učitelů. Právě s prosazením této normy spojila Valachová svůj odchod z postu ministryně. Rozhodla se proto pro odložení dříve oznámeného termínu s tím, že chce hájit kariérní řád ve Sněmovně. Prezident Miloš Zeman jí dal čas do 10. června 2017, ani po tomto datu ji však zatím neodvolal. Dne 19. června 2017 došlo k setkání Zemana s Valachovou. Ministryně na svém odvolání i nadále trvala, a proto byl o dva dny později dne 21. června 2017 jmenován novým ministrem školství, mládeže a tělovýchovy ČR její dosavadní náměstek Stanislav Štech.
Ve volbách do Poslanecké sněmovny PČR v roce 2017 figurovala na druhém místě kandidátky ČSSD ve Středočeském kraji. Získala 3 848 preferenčních hlasů, skončila na 2. místě a stala se poslankyní.
Veřejné dění komentuje v blogu, na kterém v červnu 2020 zveřejnila i svůj pohled na kauzu dotací jí vedeného ministerstva do sportu.
Na konci března 2021 ohlásila kandidaturu na post předsedkyně ČSSD na dubnovém sjezdu strany. Dne 9. dubna 2021 však do funkce zvolena nebyla, získala jen 23 hlasů, předsedou strany byl opět počtem 140 hlasů zvolen Jan Hamáček. Ve volbách do Poslanecké sněmovny PČR v roce 2021 kandidovala na 2. místě kandidátky ČSSD v Jihomoravském kraji. Zvolena však nebyla, neboť ČSSD nepřekročila pětiprocentní hranici nutnou pro vstup do Sněmovny.
V únoru 2022 oznámila, že vystoupila z ČSSD.
V roce 2022 jí hrozilo trestní stíhání na podnět soudkyně Hálkové, která ji chtěla stíhat za křivé svědectví. Verdikt byl avšak zrušen odvolacím pražským soudem.